# Violetter Knorpelschichtpilz
Der Violette Knorpelschichtpilz  (Chondrostereum purpureum, Syn.: Stereum purpureum) ist eine Pilzart aus der Familie der Fingerhutverwandten (Cyphellaceae). Er ist nur weitläufig mit den Schichtpilzen (Stereum) verwandt und gehört nach neueren Untersuchungen zur Ordnung der Champignonartigen (Agaricales), wohingegen die Schichtpilze zur Ordnung der Täublingsartigen (Russulales) gehört.

## Merkmale

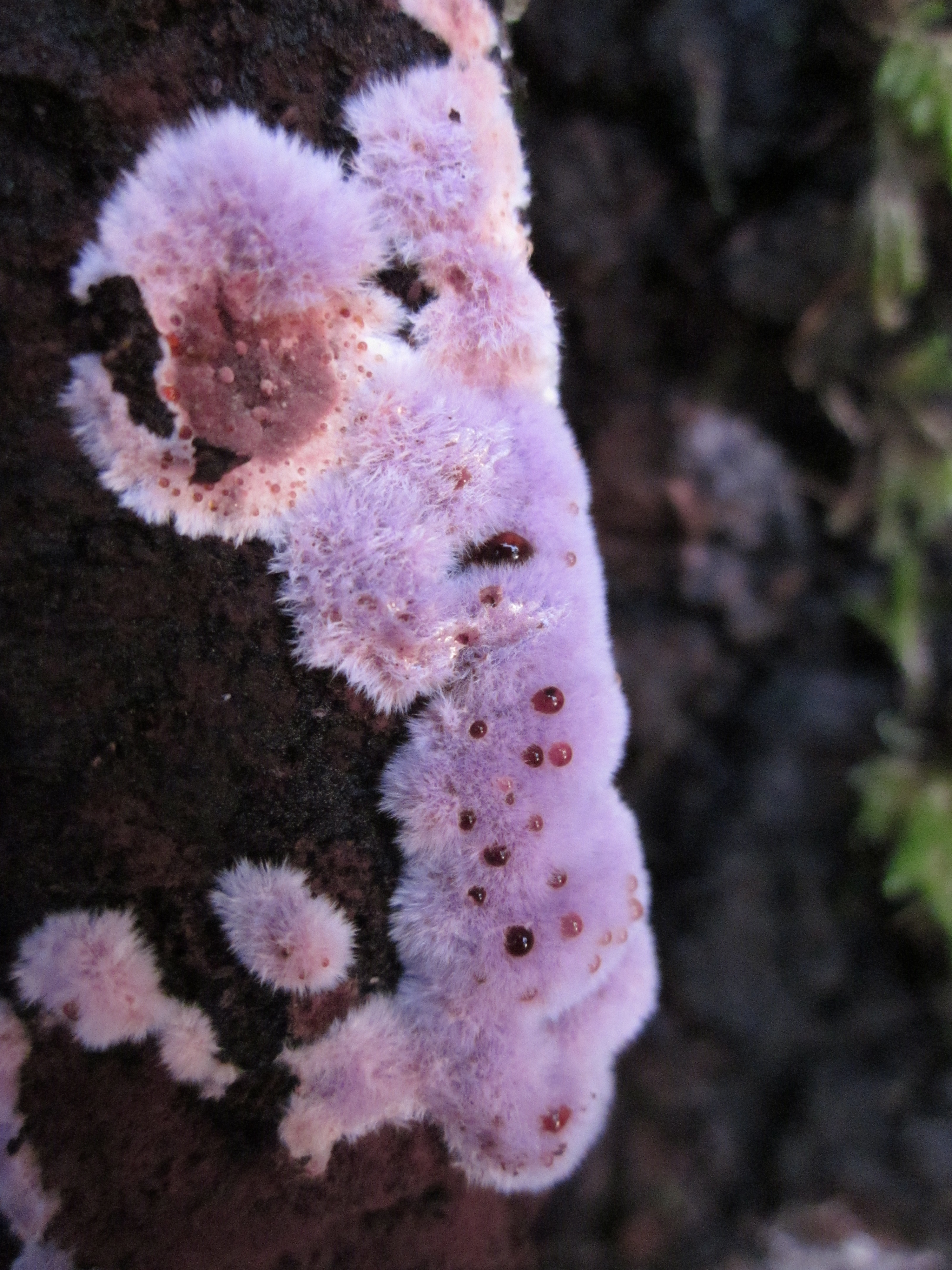
Frühe Stadien des Violetten Knorpelschichtpilzes sondern bisweilen blutrote Guttationstropfen ab.

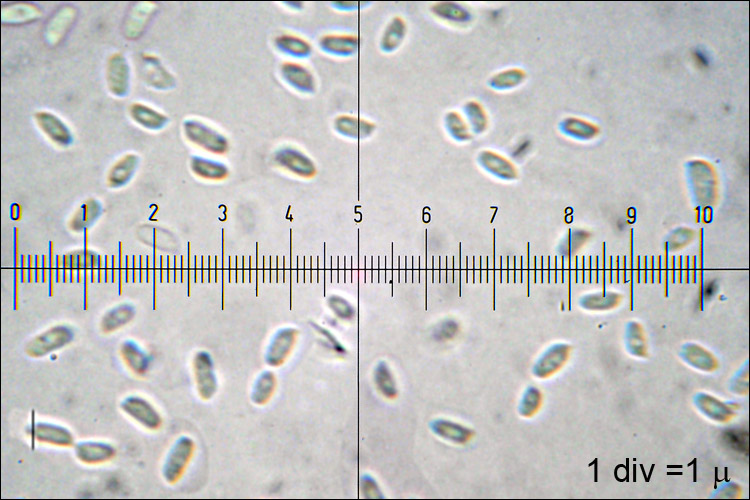
Sporen des Violetten Knorpelschichtpilzes im Lichtmikroskop

### Makroskopische Merkmale
Der Fruchtkörper des Violetten Knorpelschichtpilzes gleicht der Wuchsform der Schichtpilze (Stereum). Er wächst meist effus-reflex, weit am Substrat herablaufend, kann aber auch 1–3 cm breite, vom Holz abstehende Hutkanten bilden. Die Hutoberseite ist zottig bis filzig (Tomentum) und grau bis purpurbräunlich gefärbt. Die Fruchtschicht (Hymenium) ist lila, purpurviolett oder purpurbräunlich, etwas gerunzelt oder höckerig. Auch beim völligen Fehlen von violetten Farben ist der Pilz bei einem senkrechten Schnitt durch den getrockneten Hut an seiner charakteristischen Schichtung gut zu erkennen: Unter dem Haarfilz liegt eine dunkle, dichte, hornartig verhärtete und im Schnitt glänzende obere Tramaschicht, darunter eine lockere, weißliche Tramalage und abschließend ist ein dunkler Strich, das Hymenium, zu erkennen. Das Sporenpulver ist weiß und inamyloid.

### Mikroskopische Merkmale
Die Basidiosporen sind zylindrisch bis elliptisch, glatt, hyalin und haben eine Größe von 6–8 × 2,0–3,5 µm. Die Zystiden sind schmal, spitz und gelegentlich an der Spitze inkrustiert. Die Gattung Chondrostereum besitzt etwas gelatinisierte, monomitische Hyphen, die in der Trama, im Gegensatz zu den Arten der Schichtpilze, zu rundlich aufgeblasenen Zysten anschwellen. Auch die Bildung von Schnallen ist für den Violetten Knorpelschichtpilz bezeichnend. Das Myzel reagiert, wie alle Weißfäuleerreger, beim Oxidasetest mit einer Schwarz- oder Violettfärbung.
Die Fruchtkörper bilden sich nur bei feuchter Witterung, sind jedoch gegen Austrocknung ziemlich widerstandsfähig und überleben eine Reduzierung des Wassergehaltes auf 22 %. Die Rehydrierung bis zu einem Wassergehalt von 80 % dauert weniger als 10 Minuten. Allerdings können bis zum Abschleudern der Sporen noch mehrere Stunden vergehen, da die Fruchtkörper die Basidiosporen nur bei ausreichender Feuchtigkeit entlassen.

## Ökologie und Phänologie

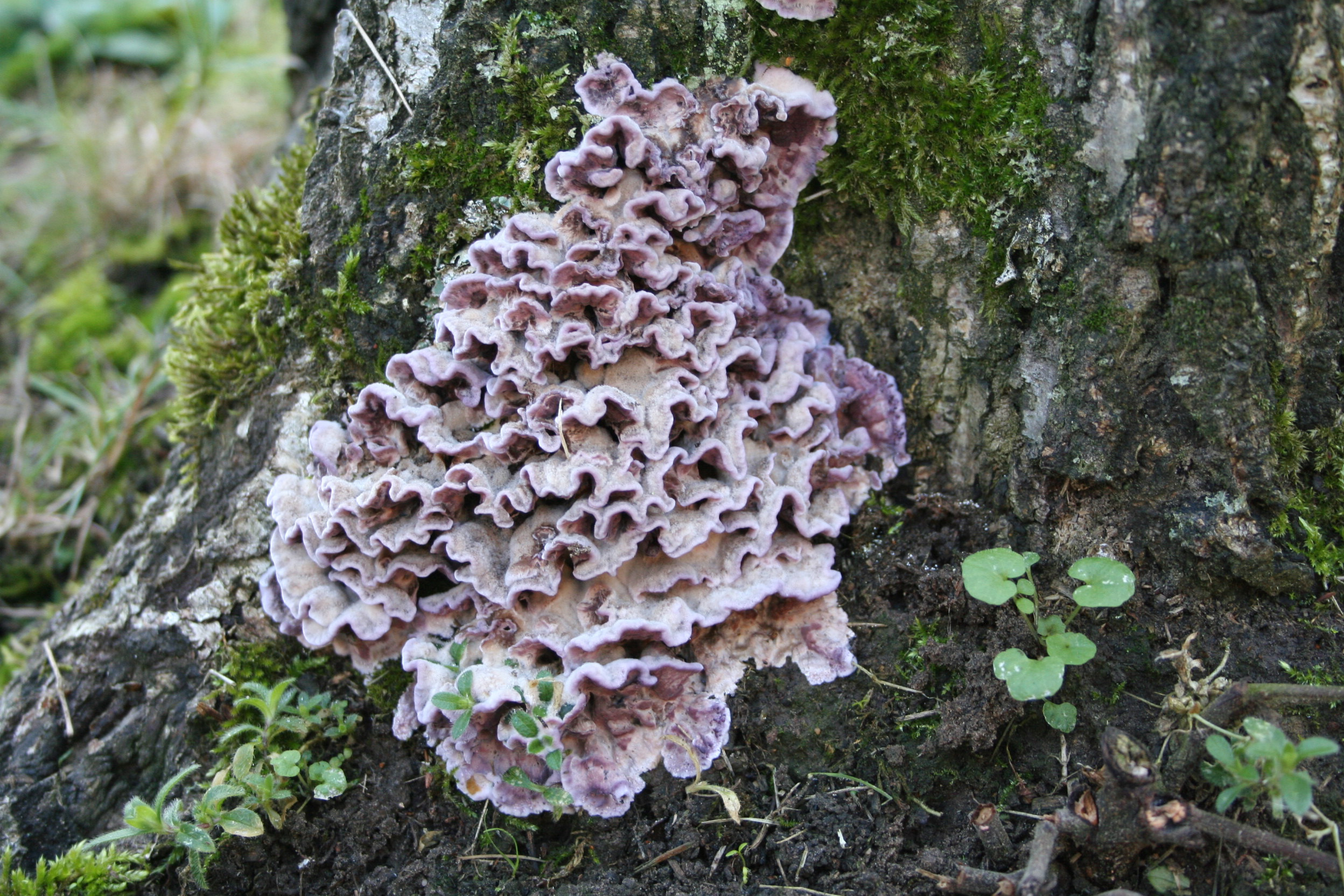
Hütchenbildender Fruchtkörperkomplex am berindeten Stammgrund

Der Knorpelige Schichtpilz ist ein saprobiontisch oder parasitisch lebender Weißfäuleerreger, der vor allem Laub-, seltener Nadelholz befällt. Sein Hauptsubstrat ist in Mitteleuropa die Rotbuche, mit Abstand gefolgt von Pappeln, Weiden und Esche. Daneben werden auch viele weitere Laubholzarten besiedelt wie beispielsweise Birken und Rosskastanien.
Der Violette Knorpelschichtpilz ist ein Ruderalstratege. Er hat eine hohe Reproduktionsrate, ist durch schnelles Wachstum und einen kurzen Lebenszyklus gekennzeichnet und gehört zu den Erstbesiedlern von Wunden an Holz. Er ist somit eine Charakterart der Initialphase, ähnlich wie der Ablösende Rindenpilz (Cylindrobasidium laeve) und der Hyphomycet Bispora antennata, mit denen er oft vergesellschaftet ist. Tritt diese Initialgesellschaft an Buchenholz auf, nennt man sie „Bisporetum antennatae“.
Der Knorpelige Schichtpilz kann als Myzel bereits in den toten Holzkörpern noch lebender stehender Bäume vorkommen. An Obstbäumen verursacht er dabei die Silberblatt- oder Bleiglanzkrankheit, bei der sich die Blattepidermis silbrig bis bleiartig glänzend verfärbt, Ursache dafür sind Stoffwechselprodukte des Pilzes, die mit dem Saftstrom des Baumes transportiert werden. In Prunus-Arten wurden Ausbreitungsgeschwindigkeiten von 4–11 cm pro Monat beobachtet. Der Befall durch den Knorpeligen Schichtpilz führt zu Gummifluss und zum Absterben von Gewebe im Kambium der Bäume.
Der Knorpelige Schichtpilz ist in nicht zu boden- und lufttrockenen Laub-, Mischwald- und Waldrandgesellschaften, in Laubholzforsten und -plantagen, Kahlschlagfluren, Obstplantagen, Gärten, Parks, Friedhöfen und an Bach-, Straßen- und Wegrändern zu finden. Besonders typisch ist sein Vorkommen an Holzstapeln. Die Fruchtkörper erscheinen sehr häufig an den Schnittflächen gefällter Bäume, aber auch auf der Rinde. Dort erscheinen sie fast ganzjährig, meistens jedoch vom Herbst bis ins Frühjahr.

## Verbreitung
Der Violette Knorpelschichtpilz kommt weltweit vor. In Europa ist er vor allem von submeridionalen bis zu subborealen Gebieten verbreitet. Er scheint im Mittelmeergebiet und Südost- und Osteuropa zu fehlen; in Skandinavien wird er nordwärts selten und besiedelt nur noch Küstenbereiche und geschützte Lagen. In Deutschland ist er in Laubwaldgebieten dicht verbreitet bis gemein.

## Bedeutung
Der Knorpelige Schichtpilz kommt als Speisepilz nicht in Frage, er zersetzt lagerndes Holz. Der Pilz wird versuchsweise in den Berliner Forsten als Bioherbizid zur Bekämpfung der Spätblühenden Traubenkirsche verwendet.